# 丘雲肇
丘雲肇（？—？），號似林，山東青州府諸城縣人，明朝政治人物。

## 生平
雲肇爲丘橓继子，萬曆十六年（1588年）中戊子科山东鄉試第二十名舉人，二十六年（1598年）戊戌科進士，殿试三甲七十五名。户部觀政，初授東明縣知縣，二十八年補四川某知縣，二十九年降河南按察司知事，三十年升安定县知县，三十四年陕西同考，升南京大理寺評事，三十六年補北評事，三十七年任貴州鄉試主考，三十八年升户部雲南司主事，三十九年管大通橋，歷升员外、郎中，四十年七月升庐州府知府。四十四年考察，四十六年降補长芦運同，次年拾遺去職。善书法，工诗。

## 家族
曾祖丘玘。祖父丘讓。生父丘桴。继父丘橓，嘉靖二十九年进士，官至南京吏部尚书。兄丘雲章，字伯卿，嘉靖四十年山东乡试第三名，四十四年進士，官深州知州。
一幼子短折，遂绝嗣，後七十余年外孙李澄中始出田宅，以丘性善为之曾孙。性善字近思，本生祖父丘志廣，康熙四十四年舉人，官南宫知县。